# 加藤一華
加藤 一華（かとう いちか、1995年（平成7年）2月14日 - ）は、日本の女優、童謡歌手、タレント、YouTuber。
一般男性との結婚後、苗字が変わったが、公表されていない。
名前は本名。主な愛称は、いっちー。埼玉県出身。出生地は宮城県仙台市。
日本大学藝術学部写真学科卒業。フリーで活動するタレント。スリーサイズは上からB72cm/W58cm/H84cm。
YouTubeチャンネルボンボンアカデミーのメンバー。

## 来歴
1999年、幼稚園に入る前の4歳の時、遊びに行った近所の公園にて、偶然撮影していたカメラマンにスカウトされる。撮られた写真は、川口市の広報紙『広報かわぐち』6月号（No.605）の表紙に掲載された（三輪車に乗ってセンターに映っている）。
2001年、小学校1年生の時にフジテレビの情報番組『どうーなってるの?!』内の「いいものセレクション」ディノス通販コーナーに子役として出演。
2006年、小学校6年から中学2年まで劇団東俳に所属。女優を目指してレッスンを重ね、ドラマエキストラを中心に活動し、生徒役を多くこなしたが、後にもっと引き立つポジションを目指して同劇団を退団した。
2011年、ジョリーロジャーに所属。中高生ユニットのアイドルグループ「ステーション♪」のメンバーに抜擢され、アイドルとしての活動を開始する。のちに同グループのセンター兼リーダーを務めることになる。
2013年、6月2日、ステーション♪を卒業し、所属事務所も辞めフリーとしての活動を開始。講談社が主催する新しいアイドルを見つけるオーディション「ミスiD2014」に参加し「アマテラス特別賞」を受賞した。これ以降、テレビ番組やラジオ番組など各方面で活躍、講談社関連のイベントや告知活動も行っている。
女優としての活動も行っており、オリジナルビデオ『2ちゃんねるの呪い VOL.5』の「きさらぎ駅」や、TOKYO MXで放送されたオムニバス形式のドラマ『12星座とラブる！』第10話「乙女座 妄想少女！SOS!!」では主役を務めた。
歌手としては、ステーション♪時代に数々の楽曲を歌唱、ステージ活動に奔走していたが卒業後は一時中断した。その後、「ミスiD2014」を経て、TBSテレビ『開運音楽堂』に出演、のちに番組レギュラーとなった。『開運音楽堂』では乃木坂46の衛藤美彩と共にMCを務めた。衛藤美彩と入れ替わりで河内美里がMCを務めた後も、「となりの駅のみさ先輩」として乃木坂メンバーと番組を通して触れ合いがあった。
その番組の出演時に作詞・作曲した「そばかすの夢」をリリースしてソロデビューを果たす。2014年4月からスタートした自身のFMラジオ番組『加藤一華のときめきMixJuice』のテーマソングとしている。歌の正式なフルコーラス発表は2014年2月16日に開催された加藤一華19th生誕イベントでの歌唱が初となる。また、その場で講談社ミスiD2014受賞者で同じくアマテラス特別賞をダブル受賞した寺嶋由芙から楽曲の全世界配信が決定したことをサプライズ発表された。
2014年、以前はステーション♪として参加していた『TOKYO IDOL FESTIVAL』へ2年ぶりに「ミスiD」として戻り、メインステージで河内美里、寺嶋由芙とともに「そばかすの夢」を披露した。同年12月13日、より女優活動に専念するため、フリーから新たな事務所、株式会社キティへの所属を発表した。同年12月27日、『Miss iD フェスティバル'14 〜すべての女の子はアイドル、だといいな。〜』に出演し、ソロで「そばかすの夢」を披露。さらに31日には秋葉原Cafe & Bar Sixteenにてカウントダウンイベントを開催した。
2015年、2月14日に『加藤一華生誕祭〜ついに大人の仲間入りすぺしゃる〜』を開催し、『カードキャプターさくら』のフルオーダーメイドの衣装を披露、生まれて初めてのお酒としてワイン(誕生年と同じビンテージ)をたしなんだ。また生誕祝いとしてビデオメッセージが寄せられ、上野優華、寺嶋由芙、井上苑子など交流り深い人達がお祝いしてくれた。9月から講談社とUUUMが共同でスタートさせたYouTube公式チャンネル「ボンボンTV」に抜擢される。メンバーの中では加入時期が最も早い。
2016年、年末年始にボンボンTVにて番組配信を行う。「いっちーがゆく!!!」「キャッチ対決」「ボンボンニュース」などの番組に出演。2月14日に「ボンボン学園祭 みんなでバレンタイン！チョコッとバースデー」を講談社の本館講堂で開催し、2人ユニット「いっちー＆なる」の相方の金城成美（なる）と、親友の上野優華もスペシャルゲストとして出演した。
6月26日付けで埼玉県蓮田市のはすだ観光協会応援サポーターに就任し、11月23日の第11回蓮田映画祭ではメイン司会・MCを務めた。
7月31日にお台場MEGAWEBにて「ボンボンTV1周年記念イベント」が開催され、MCを「いっちー＆なる」で務めた。
ボンボンTVにて10月17日に忍者スタイルを卒業して制服スタイルに変わる。
2017年、1月28日・29日のU-FESファイナルツアー（入場料無料のU-FESプラス内にあるボンボンTVブース）にて、撮影会・握手会を実施。2月14日、「いっちー＆なる」で「キミとキラキラ」を初披露。7月30日、ボンボンTV開局2周年記念イベントをすみだ水族館で開催。12月17日、「YouTube FanFest 2017」のキッズステージに出演。
2018年、1月18日、出演しているYouTube公式チャンネル「ボンボンTV」がチャンネル登録者数100万人を突破。
2月3日、ボンボンTVのテーマソング「ボンボンドリーム」が公開される。3月21日、「関西コレクション2018」に出演。3月24日、ボンボンTV・100万人突破記念イベントが都内にて開催。12月25日、連続ドラマ『最後のねがいごと』に市川千聖役として出演。
2019年、4月12日に「One my dreamer」が公開される。この曲はドラマ『最後のねがいごと』の挿入歌にも使用されていた。
2020年、12月18日に「青と水平線」が、12月23日に「ボンボンハッピーバースデーソング」が公開される。
2024年、1月11日に1歳年下の一般男性との結婚をSNSとYouTubeで発表。

## 人物・エピソード

### 家族
家族構成は、両親と妹1人、犬1匹(ぷんた)。

### 性格・趣味・特技・交友関係
- 相方のなるとは、アイドルのオーディションの控え室で知り合う。その際、いっちーから話しかけたとのこと。
- いちなるTV及びボンボンTVでは「しっかり者」としてのイメージが強いが、メンバー屈指のムードメーカーでもある。
- 趣味は、歌・映画鑑賞・写真[21]・ショッピング
- 特技は、書道・バドミントン・マッサージ・チアダンス[22]
- 一人称は基本的に「私」、自身が綴るブログや日記の中では「いっちー」や「たわし」などを使っている[23]。
- イラストが得意。自身で描いたマスコット「ベリースくん」が居る。また漫画も好きで、特に好きなのは『カードキャプターさくら』。[24]
- 好きなアーティストは、aiko、井上苑子、寺嶋由芙[25]、上野優華[26]。
- ミスiD2015にて選考委員として加藤一華賞[27]を与えた井上苑子の熱烈な応援者。2014年12月11日の「井上苑子バースデーワンマンライブ」では大きな花輪が贈られていた。その日に井上苑子がユニバーサルミュージックからメジャーデビューすることが発表された[28]。
- 料理は、ミスiD2014アマテラス特別賞の小野紗也香と一緒に「お料理留守番隊[29]」として活躍するほど料理が出来ていなかった。過去にプロジェクト・アマテラス内にて「ティラミス」や「すき焼き」「たこ焼き」を披露するも、凄まじい結果に終わっている。[24]
- アイドル時代の友人が多く交友関係も広い。中でもアンジュルムの福田花音と認知しあう仲[30]。
- トレードカラーは「オレンジ」色[24]。ボンボンTVでは「ブルー」となっている。
- 河内美里[31]とTBS開運音楽堂などで活動する時は「いちみさコンビ」と呼ばれていた。また小野紗也香と活動する時は「お料理留守番隊[29]」「チーム成長期[32]」というユニット名を使用している。
- ボンボンTVの相棒である金城成美と忍者スタイルあるいは制服スタイルで出演していたが現在は私服など多彩な衣装で活躍。
- 2024年1月11日に一般男性との結婚を発表。入籍は2023年11月23日に行っている。

## 出演
役名の太字は主演作品。

### テレビ番組
- 開運音楽堂（2013年12月 - 2015年6月13日、TBS）- レギュラー出演　Miss Kaiun管理委員
- おはスタ (2020年7月22日、テレビ東京) - ゲスト出演
- ミュークルドリーミー みっくす！ (2021年4月11日 - テレビ東京) - OP/ED主題歌、実写パート出演

### ラジオ番組
- 加藤一華のときめきMixJuice （2014年4月 - 、レインボータウンFM） - レギュラー出演

### 動画配信
- 講談社 『ボンボンTV』
  - 「キャッチ対決」 - くのいっちーとしてUFOキャッチャーで対決していく番組[33]
  - 「いっちーがゆく!!!」 - 加藤一華が色々な事を体験する番組
  - 「ボンボン学園・演劇部」 - いっちー 役
  - しゃべるアテレコ・コミックシリーズ
    - 「くつだる。」 - しゃべるアテレコ・コミック（主役を含め全キャラクターの声優を担当）[34]
    - 「こんちはハム子」 - ハム子 役（別冊フレンド）[35]
    - 「ねこたん」 - ねこたん所長 役（少年マガジン）[36]
    - 「今日のこねこのチー」 - チー 役[37]

  - 「ボンボンニュース」 - これから流行る・話題になる情報を届けるキャスターとして担当
  - 「いちなる」 - 大量の動画コンテンツ
- 講談社『ボンボンアカデミー』(旧キッズボンボン)　2015年～
- 講談社『いちなるといっしょ』（旧いちなるTV）2019年11月～

### テレビドラマ
- 『どうーなってるの?!』（フジテレビ、2001年） - 再現ドラマ
- 『わたしたちの教科書』（フジテレビ、2007年） - エキストラ出演
- 『受験の神様』（日本テレビ、2007年） - エキストラ出演
- 『3年B組金八先生』 第2話（TBS、2008年3月） - エキストラ出演
- 『古畑中学生 / 古畑任三郎、生涯最初の事件』（フジテレビ、2008年）
- 火曜ドラマ『学校じゃ教えられない!』（日本テレビ、2008年） - エキストラ出演
- ドラマ8『キャットストリート』（NHK総合、2008年）
- 『見てはいけないTV』（BS日テレ、2011年） - もっとあなたの知らない世界「自殺なう」さとみ 役
- 『12星座とラブる』（TOKYO MX、2014年） - 「乙女座」[38]主役・小山田詩織役

### 舞台
- 『靖国への帰還』（2014年11月14日 - 16日、滝野川会館大ホール） - ヒロイン・沖有美子/瞳役
  - 内田康夫著「靖国への帰還」（講談社文庫刊）/ 企画協力・チケット販売：角川アスキー総合研究所
- 『Little Fandango』（2015年7月8日 - 12日、あうるすぽっと） - カミラ 役

### 映画
- スープ〜生まれ変わりの物語〜（2012年7月7日、東京テアトル） - エキストラ出演
- 放課後ロスト[39] エピソード3「倍音」（2014年8月2日、KADOKAWA） - 女子学生 役
- 蓮田の田んぼで踊りましょう （2016年11月23日、蓮田市映画製作実行委員会）

### CM
- 『バーガーキング 』KING TURKEY Web-CM出演[40]（2014年11月16日公開）
- 『YouTuberマガジン』講談社 全国CM[41]（2016年4月17日 - ）

### ビデオ・DVD
- DVD『2ちゃんねるの呪い5』（2011年11月4日） - 「きさらぎ駅」主演・蓮見弥生 役　
  - DVD『2ちゃんねるの呪い The Best』（2014年7月18日） - 「きさらぎ駅」主演・蓮見弥生 役

### その他の出演
- 警視庁 教育用 薬物乱用防止VP（2010年）
- 企業VP 日本航空　JALインフォマーシャルミニドラマ
  - 「逢いたい気持ちの翼になる。」（2013年12月） - エキストラ出演
  - 「想いが詰まった暗証番号」（2014年1月） - エキストラ出演
- 『ミスiD2014』 ファイナリスト / アマテラス特別賞受賞
- Anime Japan 2014 講談社ブース 「シドニアの騎士」緑川纈 役（2014年3月）
  - 「シドニアの騎士」東京ビッグサイト REDステージ 吉田尚記・サポートコンパニオン
- 講談社「プロジェクト・アマテラス」[24]
  - 「ときめきMixJuice」（2014年3月 - 2015年1月） - 加藤一華プロジェクト 記事の執筆・取材写真掲載
- 『ミスiD2015』 ミスiD選考委員　加藤一華賞 井上苑子
- 『ミスiD2016』 運営協力
- ドラマ『最後のねがいごと』　市川千歳役

### モデル
- 児童モデル「広報かわぐち」[42] (1999年6月号/表紙・中央の女の子)
- 日本ツインテール協会　公認モデル
- ショートカット推進委員会　公認モデル [43]
- ライフハッカー KFCプレゼンター [44]（2014年9月11日）
- ヤンマガ×ベストカー 「Love CAR&COMIC!」 全国合同キャンペーン（2014年9月1日）

### 書籍出演
- 新しい図工 「いいこと考えた 5・6」（2010年3月5日、東京書籍）
- 月刊オーディション 4月号 「GO GO! NEW FACE」（2012年4月、白夜書房）
- FLASH 「鉄道検定模擬試験」（2012年5月22日、光文社）
- 月刊オーディション10月号 「アイドル鑑定SHOW」（2012年10月、白夜書房）
- J-POP GIRLS キュン！ vol.6（2012年11月1日、コスミック出版）
- 写真集『日本ツインテール百景』[45]（2013年7月31日）
- 写真集『Life is Short』ショートカット推進委員会（2014年7月20日）ISBN 9784907301170
- 写真集『加藤一華フォトブック 「Last Teen　いちかびより1」』・『「Last Teen　いちかびより2」』（2014年12月、自主制作）
- ベストカー 5月10日号（2015年4月10日、講談社ビーシー） - 「テリー伊藤のお笑い自動車研究所 Vol.486」
- 「Hot-Dog PRESS No.80,81合併号」（2016年、講談社）
- 「YouTuberマガジン Vol.1」（2016年、講談社）
- 「テレビマガジン」 ふろくあそび隊（2016年 - 、講談社）
- 「別冊フレンド 4月号」（2016年、講談社）
- 「ベストカー 4月10日号/5月9日号 テリー伊藤のお笑い自動車研究所」（2016年、講談社）
- 「イブニング18号」累-かさね- コラボ（2016年、講談社）
- 「ファーストブックディズニー」裏表紙（2017年 Vol.1、講談社）

### 新聞
- 鉄ドルユニット「ステーション♪」加藤一華（2012年2月23日、夕刊フジ）

### その他の出演
- 埼玉県「はすだ観光協会 応援サポーター」（2016年6月26日 - ）

## ディスコグラフィ

### シングル
|     | 曲名         | 収録アルバム | 発売日        | 備考                      |
| --- | ------------ | ------------ | ------------- | ------------------------- |
| 1st | そばかすの夢 | なし         | 2014年2月16日 | →「 そばかすの夢 」を参照 |

### 客演
- 『朝はすぐそば～Hello, Good Morning Sunshine～』（小野紗也香）

「朝はすぐそば～Hello, Good Morning Sunshine～」(タイトル曲)（コーラス）

## 作品
- 自身が書いたマスコットキャラクター「ベリースくん」（2014年）

## 受賞歴
- 第2回 ミスiD2014 アマテラス特別賞受賞（2013年）